# Roger Glover
Pour les articles homonymes, voir Glover.
Roger Glover, né le 30 novembre 1945 à Brecon (Royaume-Uni), est un bassiste de rock, connu pour être membre du groupe Deep Purple, en particulier au sein de la célèbre Mark II.

## Biographie
Roger David Glover naît le 30 novembre 1945 à Brecon. Ses parents tiennent à Londres un pub où jouent fréquemment des groupes de rock. Après 6 ans de piano, il se met à la guitare acoustique puis à la basse.
Son premier groupe s'appelle les Madison qui formeront en 1963, après une fusion avec les Lightnings, un autre groupe du même lycée que celui de Glover, Episode Six.
En mai 1965, le groupe devient professionnel avec l'arrivée de Ian Gillan. Il a vu passer en son sein Mike Underwood (déjà vu avec Ritchie Blackmore).
Le 7 juin 1969, Ian Gillan enregistre avec Deep Purple le single Hallelujah (à l'insu de Nick Simper et Rod Evans) et Roger Glover est convoqué comme musicien de studio. Une semaine après, il intègre Deep Purple. Il restera membre du groupe jusqu'en 1973. C'est lui qui aura l'idée du titre du morceau légendaire du groupe : Smoke on the Water, dont l'histoire relate l'incendie du casino de Montreux. Il est à nouveau membre du groupe lors de son retour en 1984 avec l'album Perfect Strangers, après avoir joué dans le groupe de Ritchie Blackmore, Rainbow, entre 1979 et 1983.
En 1974, il obtient son plus grand succès solo avec le titre Love is All, chanson phare de son album The Butterfly Ball and the Grasshopper's Feast plus connu sous son nom abrégé de Butterfly Ball et produit, à la fin de l'année 1976, le single 'Wild side of life' de Status Quo . 
Roger Glover utilise, depuis 1996, les basses de fabrication française Vigier. Son modèle, l'Excess Roger Glover est commercialisé depuis 2006.
Depuis le début des années 1970, Roger Glover est également producteur. L'essentiel de sa production se situe entre 1972 et 1984 avec Rory Gallagher et Nazareth. Il a également produit des albums de Rainbow et de Deep Purple depuis la reformation de celui-ci.
Dans les années 1990, en France, la marque de sirop Sironimo s'est associée à la célèbre chanson Love Is All. Un spot publicitaire a été diffusé, intégrant les images du clip d’animation original tiré du projet musical The Butterfly Ball and the Grasshopper’s Feast. Ce clip, avec ses animaux animés et son ambiance festive, avait déjà marqué les esprits dans les années 1970 lorsqu’il était utilisé comme interlude par Antenne 2 en cas de problèmes techniques. Sironimo, connue pour ses bouteilles en forme de quilles, a ainsi renforcé son image grâce à cette campagne mémorable qui mêlait musique intemporelle et visuels colorés.
Le 8 avril 2016, Deep Purple est intronisé au Rock and Roll Hall of Fame : Roger Glover est récompensé en même temps que Ritchie Blackmore, Ian Gillan, Ian Paice, Rod Evans, David Coverdale, Glenn Hughes et Jon Lord à titre posthume

## Instruments

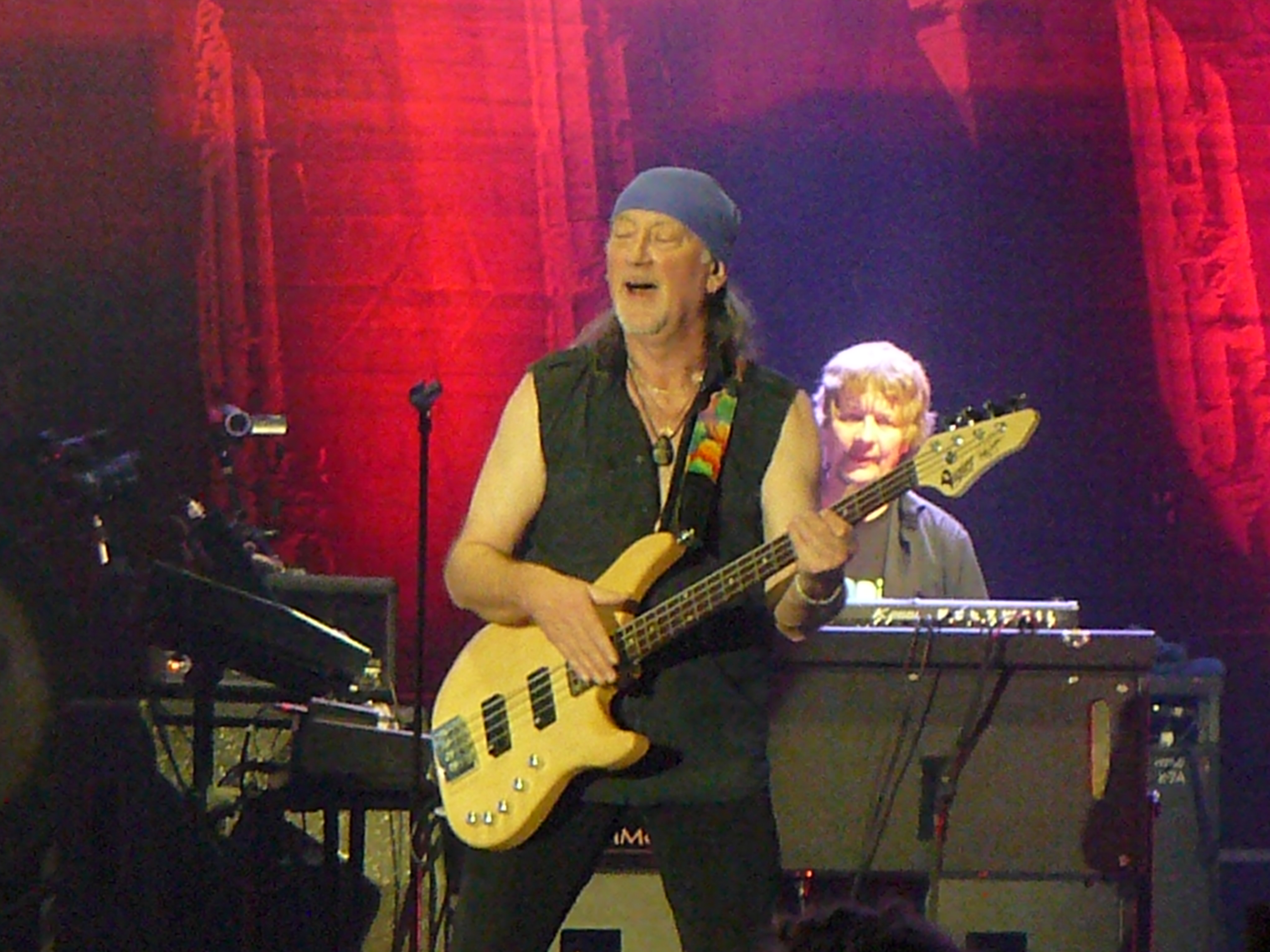
Roger Glover et sa basse « Excess Roger Glover » en concert avec Deep Purple le 13 novembre 2010 à Trèves, avec en arrière-plan Don Airey

Son instrument de prédilection est la basse. Roger Glover utilisa dans les années 70 une Fender Precision Bass et une Rickenbacker 4001 qu'il utilise aujourd'hui encore à chaque fois que Deep Purple joue Smoke On The Water. Dans les années 80 il a joué une Tune, une Steinberger ou une Vigier Passion. Depuis 1996 il utilise des Vigier Excess et depuis 2006 a son modèle signature Excess Roger Glover.
On peut aussi entendre Roger Glover au synthétiseur (comme sur l'album The House of Blue Light de Deep Purple) ou à l'harmonica (tel  Lazy de la tournée Slave and Masters de Deep Purple).

## Discographie

### Solo
- 1974 : The Butterfly Ball and the Grasshopper's Feast
- 1978 : Elements
- 1984 : Mask
- 1988 : Accidentally on Purpose (avec Ian Gillan)
- 2002 : Snapshot
- 2011 : If Life Was Easy

### Episode Six
Compilations du groupe parues entre 1987 et 2005
- 1987 : Put Yourself in My Place
- 1987 : BBC Radio 1 Live 1998/1969
- 1991 : The Complete Episode Six
- 2002 ; Cornflakes and Crazyfoam
- 2005 : Love, Hate, Revenge

### Deep Purple
| Albums studio Mark II 1970 : In Rock 1971 : Fireball 1972 : Machine Head 1973 : Who Do We Think We Are 1984 : Perfect Strangers 1987 : The House of Blue Light 1993 : The Battle Rages On Mark V 1990 : Slaves & Masters Mark VII 1996 : Purpendicular 1998 : Abandon Mark VIII 2003 : Bananas 2005 : Rapture of the Deep 2013 : Now What ? 2017 : Infinite 2020 : Whoosh! 2021 : Turning to Crime Mark IX 2024 : =1 | Albums en concert Mark II 1969 : Concerto for Group and Orchestra 1972 : Made in Japan 1980 : Deep Purple in Concert 1988 : Nobody's Perfect 1988 : Scandinavian Nights 1991 : In the Absence of Pink 1993 : Gemini Suite Live 1993 : Live in Japan 1994 : Come Hell or High Water 2004 : Space Vol 1 & 2 2005 : Live in Stockholm 2006 : Live in Europe 1993 2006 : Live in Montreux 1969 2013 : Copenhagen 1972 Mark VII 1997 : Live at the Olympia '96 1999 : Total Abandon: Australia '99 2000 : Live at the Royal Albert Hall 2001 : Live at the Rotterdam Ahoy 2001 : The Soundboard Series Mark VIII 2004 : Live Encounters.... 2006 : Live at Montreux 1996 2007 : They All Came Down to Montreux 2011 : Live at Montreux 2011 |

### Rainbow
- 1979 : Down to Earth
- 1981 : Difficult to Cure
- 1982 : Straight Between the Eyes
- 1983 : Bent Out of Shape

### Collaborations
- Rupert Hine & David MacIver – Pick Up A Bone (1971)
- Jon Lord  – Gemini Suite (1972)
- Dave Cousins – Two Weeks Last Summer (1972)
- Nazareth – Loud 'n' Proud (1973, "Free Wheeler")
- Andy Mackay – In Search For Eddie Riff (1974)
- Dan McCafferty  – Dan McCafferty (1975)
- Ian Gillan Band  – Child in Time (1976)
- Eddie Hardin – Wizard's Convention (1976, "Loose Ends")
- John Perry – Sunset Wading (1976)
- Eddie Hardin – You Can't Teach An Old Dog New Tricks (1977)
- David Coverdale – White Snake (1977)
- David Coverdale – Northwinds (1978)
- Joe Breen – More Than Meets The Eye (1978)
- Wheels – Don't Be Strange (1979)
- Eddie Hardin – Circumstancial Evidence (1982)
- Ian Gillan  – Naked Thunder (1990, "No More Cane on the Brazos")
- Pretty Maids – Jump The Gun (1990, "Dream On")
- Ian Gillan  – Cherkazoo and Other Stories (1992, archival recordings from 1972–1974)
- Gov't Mule  – The Deep End Volume 1 (2001, "Maybe I'm A Leo")
- Gov't Mule  – The Deepest End, Live in Concert (2003, "Maybe I'm A Leo")
- Ian Gillan  – Gillan's Inn (2006)
- Domminney – Lucy's Song (charity single for Field for Women) (2008)
- Bernhard Welz – Stay Tuned (2010, "Believe Me")
- Walther Gallay – Stigmates (2014)
- Artistes Variés - Celebrating Jon Lord (2014)
- Purpendicular – This Is The Thing #1 (2015)
- Alice Cooper – Paranormal (2017)

### Productions
- 1971 : Pick Up A Bone  - Rupert Hine & David MacIver –
- 1972 : Elf du groupe Elf
- 1973 : Razamanaz de Nazareth
- 1974 : Carolina County Ball du groupe Elf
- 1974 : Living on a Back Street du Spencer Davis Group
- 1974 : Loud’n’Proud de Nazareth
- 1974 : Rampant de Nazareth
- 1975 : Trying to Burn the Sun du groupe Elf
- 1976 : Calling Card de Rory Gallagher
- 1976 : Child in Time du Ian Gillan Band
- 1976 : Strapps des Strapps
- 1977 : Secret Damage des Strapps
- 1977 : Sin After Sin de Judas Priest
- 1977 : Young & Moody du groupe The Young & Moody Band
- 1977 : White Snake - David Coverdale
- 1978 : Northwinds - David Coverdale
- 1978 : Snakebite de Whitesnake
- 1979 : Down to Earth de Rainbow
- 1980 : The Michael Schenker Group par le Michael Schenker Group
- 1981 : Difficult to Cure de Rainbow
- 1982 : Straight Between the Eyes de Rainbow
- 1983 : Bent Out of Shape de Rainbow
- 1984 : Lethal Heroes des Pretty Maids
- 1984 : Perfect Strangers de Deep Purple
- 1986 : Finyl Vinyl  - Rainbow
- 1987 : The House of Blue Light de Deep Purple
- 1990 : Jump the Gun - Pretty Maids
- 1990 : Slaves & Masters de Deep Purple
- 1993 : The Battle Rages On de Deep Purple
- 1996 : Purpendicular de Deep Purple
- 1998 : Abandon de Deep Purple